# وظیفه ادبیات
وظیفه ادبیات مجموعه‌مقالاتی از نویسندگان مختلف با ترجمه و تدوین ابوالحسن نجفی است که اولین بار در سال ۱۳۵۶ از سوی کتاب زمان منتشر شد و بعدها انتشارات نیلوفر آن را بازنشر کرد.

## محتوا
در این مجموعه مقالات، دیدگاه‌های برخی موافقانِ تعهد ادبی، همراه با  نگاه نویسندگانی آمده که مفهوم تعهد در ادبیات را زیر سؤال برده‌اند.
نجفی برای جامعیت بخشیدن به موضوع، مقالاتی در حوزهٔ فلسفه و روانشناسی را هم به کتاب افزوده‌است.

## اهمیت
به‌گفتهٔ مهدی یزدانی خرم، این کتاب، زمانی که منتشر شد «از بحث‌برانگیزترین کتاب‌های نظری» راجع به جایگاه ادبیات بود.

## نویسندگان مقالات
- آلن روب‌گری‌یه
- ایلیا ارنبورگ
- لئونید لئونوف
- واسیلی آکسیونوف
- برنار پنگو
- ناتالی ساروت
- دانیل گرانین
- ژان پل سارتر
- ژان ریکاردو
- سیمون دو بوار
- کلود سیمون
- اوژن یونسکو
- رولان بارت
- آلبر کامو